# Reyonnah
Reyonnah war eine französische Automarke.

## Unternehmensgeschichte
Das Unternehmen des Konstrukteurs Robert Hannoyer aus Paris begann 1950 mit der Produktion von Automobilen. Der Markenname Reyonnah ist das Ananym von Hannoyer. 1954 endete die Produktion. Insgesamt entstanden etwas mehr als 16 Fahrzeuge.

## Fahrzeuge
Das einzige Modell war ein Kleinwagen mit hinterer Schmalspur. Das Fahrzeug bot zwei Personen hintereinander Platz und ähnelte dem Messerschmitt Kabinenroller. Der Einbaumotor von AMC oder Ydral mit 175 cm³ bis 200 cm³ Hubraum trieb das rechte Hinterrad an. Als Besonderheit ließ sich die Vorderachse so wegklappen, dass die vordere Spur statt 132 cm nur noch 75 cm betrug, damit das Fahrzeug bei Nichtgebrauch nicht viel mehr Parkplatz als ein Motorrad benötigte.